# Gaag-aquaduct
Het Gaag-aquaduct is een aquaduct bij de Nederlandse plaats Schipluiden. De A4 gaat hier onderlangs de Gaag (deze waterloop wordt in Delft de Buitenwatersloot). Het aquaduct en de verlengde A4 werden in 1999 geopend. Pal naast het aquaduct loopt de Rijksstraatweg (een weg tussen Den Hoorn en de aansluiting met de A4 en de N468) en een fietspad.